# Sotheby's

Sotheby's es una casa de subastas, mayoritariamente de obras de arte y demás objetos coleccionables, fundada en el Reino Unido y que actualmente tiene perfil multinacional, con oficinas en las principales capitales del mundo y sedes donde se realizan subastas en Nueva York, Hong Kong, Madrid, París, Ginebra, Milán, Ámsterdam, Doha, Zúrich y Toronto.
La casa de subastas más antigua es Stockholms Auktionsverk (fundada en 1674), la segunda más antigua es Göteborgs Auktionsverk (1681) y la tercera es Uppsala Auktionskammare (1731), todas ellas suecas.
Años después se constituyó en Londres Baker's (origen de la actual Sotheby's), fundada el 11 de marzo de 1744, cuando Samuel Baker presidió la liquidación de los "varios cientos de valiosos y raros" libros de la biblioteca de John Stanley, baroneto. Durante muchos años, ofreció las más grandiosas y completas bibliotecas procedentes de las figuras y personalidades más importantes e eminentes del planeta. Pronto decidió inclinarse hacia las Bellas Artes en general. Su primer gran éxito en este campo fue la venta de una pintura de Frans Hals por 9000 guineas en 1913. 
La empresa con su nombre actual se remonta a 1804, cuando dos de los socios originales de la misma (George Leigh y John Sotheby, quien era sobrino de Samuel Baker), decidieron establecer su propia firma de distribución de libros.
La casa de subastas fue comprada en 1983 por el millonario estadounidense A. Alfred Taubman.
Hoy en día, la empresa tiene un volumen de negocios anual de aproximadamente tres mil millones de dólares en sus oficinas en New Bond Street (Londres) y 
York Avenue (Manhattan, NYC). Esta posición de poder se ha logrado por su crecimiento natural, por las adquisiciones (sobre todo la suma en 1964 de la más grande casa de subastas de Estados Unidos, Parke Bernet) y por la gestión inteligente de las cíclicas "recesiones de arte" del siglo XX. 

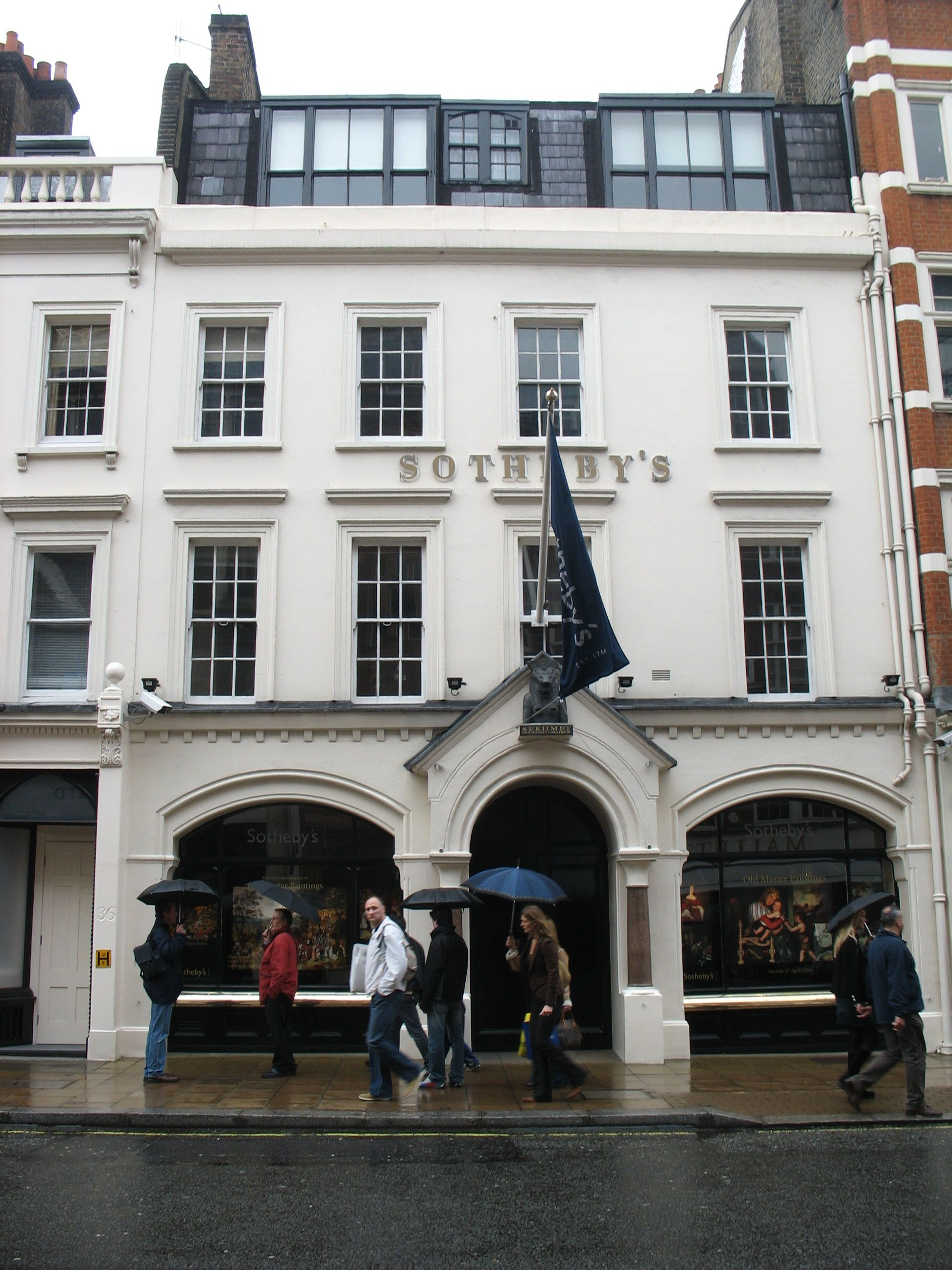
Sotheby's, Bond Street, Londres

Sotheby's Nueva York completó su renovación en su sede de York Avenue en 2001 al añadir la singular capacidad para almacenar obras en las mismas instalaciones donde se hallan los departamentos especializados, galerías de exhibición, y salas donde celebrar las subastas, cuyo vicepresidente es Courtney Booth.
El 17 de mayo de 2023, la sede de Sotheby's en Nueva York subastó el manuscrito Codex Sassoon; el cual fue adquirido por Alfred H. Moses para el Museo del Pueblo Judío en Tel Aviv por un valor de U$38,1 millones de dólares convirtiendo a este en el cuarto manuscrito más caro jamás vendido en subasta.
El 27 de junio de 2023, la sede en Londres de Sotheby's subastó la pintura Dama con abanico (1918); última pintura de Gustav Klimt,
vendida por un valor de £85,3 millones de libras esterlinas (U$108,4 millones de dólares) a un coleccionista hongkonés, convirtiéndola en la obra de arte más costosa jamás subastada en Europa.

## Divisiones

### Educación
Sotheby's creó su Institute of Art en 1969 y en la actualidad cuenta con sedes en Londres, Nueva York y Los Ángeles. Ofrece programas de posgrado y cursos académicos que integran estudios históricos del arte y experiencia en el mercado. Desde 1995, al Instituto de Arte Sotheby's de Londres se le concedió el estatus de institución afiliada al Departamento de Historia del Arte y Arqueología de la Universidad de Manchester.
A finales de 2002, Sotheby's vendió su Instituto a una empresa estadounidense de servicios de información y educación, Cambridge Information Group (CIG), que conserva el nombre de Sotheby's. El Instituto Sotheby's continúa teniendo fuertes vínculos con la casa de subastas, ya que tiene miembros en el consejo asesor del Instituto de Arte de Sotheby's de Londresy estudiantes que tienen acceso a pasantías, subastas y exposiciones en Sotheby's. A partir de septiembre de 2023, una asociación con Culture&, una organización benéfica de educación y artes, intenta aumentar la diversidad en el mundo del arte del Reino Unido ofreciendo becas para cursos dentro de los programas de maestría del instituto a estudiantes de comunidades con menor representación.
En septiembre de 2006, el Instituto amplió su oferta de cursos en Nueva York y en 2010 el Instituto de Nueva York recibió la autoridad para otorgar títulos de los Regentes del Estado de Nueva York. Ha sido miembro acreditado de la Asociación Nacional de Escuelas de Arte y Diseño desde 1989. Entre 2013 y 2019, el Instituto Sotheby's, en asociación con la Escuela de Graduados en Administración de la Universidad de Claremont, estableció una nueva maestría en Negocios del Arte. En marzo de 2014 se anunció una asociación con la Universidad de Tsinghua para ofrecer un programa de estudios de campo internacional de seis semanas con un certificado profesional.

### Inmobiliario
Fundada en 1976 bajo el nombre de Sotheby's International Realty, es una agencia de bienes raíces residenciales de lujo que gestiona propiedades alrededor del mundo. Actualmente cuentan con delegaciones en numerosas ciudades como Nueva York, Londres, París, Madrid u Oporto, entre muchas otras.